# Brzeście (Radków)
Pour les articles homonymes, voir Brzeście.
Brzeście est une localité polonaise de la gmina de Radków, située dans le powiat de Włoszczowa en voïvodie de Sainte-Croix.